# 本荘郵便局
本荘郵便局（ほんじょうゆうびんきょく）
- 秋田県由利本荘市にある郵便局。本記事で記述する。
- 福井県あわら市にある郵便局。局番号は33128。
- 岡山県和気郡和気町にある郵便局。局番号は54249。

本荘郵便局（ほんじょうゆうびんきょく）は秋田県由利本荘市にある郵便局である。民営化前の分類では集配普通郵便局であった。

## 概要
住所：〒015-8799 秋田県由利本荘市給人町43-1

### 分室
分室はなし。過去に存在した分室は以下のとおり。
- 保険分室 - 1955年（昭和30年）に廃止。

### 出張所（局外ATM）
民営化後はゆうちょ銀行仙台支店の出張所になった。
- 由利本荘市役所内出張所：ホリデーサービス実施
- イオンスーパーセンター本荘店内出張所：ホリデーサービス実施

## 沿革
- 1872年8月4日（明治5年7月1日） - 本荘大町[1]に本庄郵便取扱所として開設[2]。
- 1875年（明治8年）1月1日 - 本庄郵便局（五等）となる[2]。
- 1876年（明治9年）3月 - 四等郵便局となり為替取扱を開始[2]。
- 1879年（明治12年） - 貯金取扱を開始[2]。
- 1881年（明治14年） - 三等郵便局となる[2]。
- 1891年（明治24年）
  - 4月16日 - 電信為替事務開始[3]。
  - 10月1日 - 本荘町肴町35[1]の羽後本庄電信局と合併し本庄郵便電信局となる[4]。
- 1893年（明治26年）9月25日 - 由利郡本荘町肴町35から、同郡同町中町5に局舎を新築、移転[1]。
- 1894年（明治27年）12月27日 - 火災により焼失[5]。
- 1896年（明治29年）7月1日 - 小包郵便取扱を開始[6]。
- 1900年（明治33年）9月1日 - 本庄郵便電信局から本荘郵便電信局に改称[7]。
- 1903年（明治36年）4月1日 - 通信官署官制の施行に伴い本荘郵便局となる。
- 1906年（明治39年）5月27日 - 由利郡本荘町中町5から、同郡同町上横町19に局舎を新築、移転[1][8]。
- 1907年（明治40年）10月16日 - 特設電話加入申請受理を開始[9]。
- 1908年（明治41年）
  - 3月21日 - 電話通話事務を開始[10]。
  - 4月11日 - 電話交換業務を開始[11]。加入数42名[1]。
- 1916年（大正5年）4月1日 - 府県税納入振替貯金特別取扱を開始[12]。
- 1920年（大正9年）2月22日 - 羽越北線（現羽越本線）秋田-道川間開通に伴い鉄道郵便線路（秋田道川間鐵道三等郵便線路）開通、その受渡局となる[13]。
- 1922年（大正11年）
  - 6月30日 - 陸羽西線（現羽越本線）象潟-羽後本荘間開通に伴い鉄道郵便線路（新庄本荘間鐵道二等郵便線路）開通、その受渡局となる[14]。
  - 8月16日 - 本荘前郷間鉄道三等郵便線路の開設に伴い、その受渡局となる[15]。
- 1927年（昭和2年）10月1日 - 特設電話規則による電話（特設電話）を電話規則による電話（一般電話）に変更[16]。
- 1935年（昭和10年）3月1日 - 集配区内に本荘駅前郵便局（三等、無集配）開局[17]。
- 1936年（昭和11年）2月6日 - 集配区内に子吉郵便取扱所設置[18]。
- 1941年（昭和16年）2月1日 - 官制改正により特定郵便局となる。
- 1949年（昭和24年）
  - 3月21日 - 特定郵便局から普通郵便局に局種別改定[19]。
  - 6月1日 - 逓信省が郵政省と電気通信省に分割するのに伴って、本荘郵便局と本荘電報電話局に分割[20]。
- 1950年（昭和25年）1月14日 - 由利郡本荘町上横町に保険分室を設置[21]。
- 1955年（昭和30年）9月15日 - 保険分室を廃止[22]。
- 1956年（昭和31年）
  - 9月1日 - 電話通話および和文電報受付事務の取扱を開始。
  - 12月3日 - 本荘市上横町19から、同市出戸町字給人町13-4に局舎を新築、移転[23]。
- 1984年（昭和59年）2月1日 - 鉄道郵便受渡廃止[24]。
- 1991年（平成3年）
  - 4月30日 - 本荘市出戸町字給人町13-4から、同市出戸町字給人町43-1に局舎を新築、移転[23]。
  - 10月28日 - 石沢郵便局および松ヶ崎郵便局から集配業務を移管。
- 1998年（平成10年）9月1日 - 外国通貨の両替および旅行小切手の売買に関する業務取扱を開始。
- 2005年（平成17年）3月22日 - 行政区画変更に伴い、住所が由利本荘市給人町43-1となる。
- 2006年（平成18年）3月31日 - この日をもって、外国通貨の両替および旅行小切手の売買に関する業務取扱を終了。
- 2007年（平成19年）
  - 3月5日 - 西目郵便局から集配業務を移管[25]。
  - 10月1日 - 民営化に伴い、併設された郵便事業本荘支店に一部業務を移管。
- 2012年（平成24年）10月1日 - 日本郵便株式会社発足に伴い、郵便事業本荘支店を本荘郵便局に統合。
- 2019年（平成31年）2月14日 - 県内初となる羽後交通「本荘象潟線」での貨客混載バスが本格運行[26]。
- 2022年（令和4年）4月1日 - 日本郵政グループの組織改正により、かんぽ生命保険秋田支店本荘郵便局かんぽサービス部を設置。当局が取扱っていた金融コンサルタント業務を移管[27]。
- 2024年（令和6年）
  - 11月20日 - 本荘保育園の園児23人が本荘郵便局を訪れ、郵便局長や配達員などに手作りのペン立てとシクラメンの花を贈る[28]。
  - 12月17日 - 郵便局サンタの一環として、サンタクロースにふんした郵便局の職員が「本荘カトリックこども園」を訪れ、園児24人にプレゼントを手渡す[29]。
  - 12月25日 - 郵便局サンタの一環として、サンタクロースにふんした郵便局の職員が「本荘保育園」を訪れ、園児およそ50人にプレゼントを手渡す[30]。

## 取扱内容
- 郵便、印紙、ゆうパック、チルドゆうパック、内容証明、国際郵便
- 貯金、為替、振替、振込、国際送金、国債、投資信託、確定拠出年金、財形定額貯金
- 生命保険、バイク自賠責保険、自動車保険、がん保険、引受条件緩和型医療保険、変額年金保険
- ゆうちょ銀行ATM
- 由利本荘市内の一部地域の集配業務
- ゆうゆう窓口

## 周辺
- 由利本荘市役所
- 由利本荘警察署
- 本荘公園
- 永泉寺
- 本荘合同庁舎
- 秋田県道165号羽後本荘停車場線
  - 国道105号・国道107号・国道108号
  - 国道7号
- 子吉川

## アクセス
- JR 羽越本線、由利高原鉄道 鳥海山ろく線 羽後本荘駅から徒歩約18分
- 羽後交通バス 栄町一丁目停留所下車
- 日本海東北自動車道 本荘ICから北西へ約4km
- 駐車場あり：14台